# Fungia concinna
Espèce
Statut CITES
Fungia concinna est une espèce de coraux appartenant à la famille des Fungiidae.